# Міжнародна рада аеропортів
Міжнародна рада аеропортів (англ. Airports Council International ; ACI) – єдине глобальне торгове представництво аеропортів у світі.

## Історія
- 1948 р. – створення Ради операторів аеропорту, що базується у Вашингтоні, штат Колумбія.
- 1950 р. – Створення Асоціації Західно-Європейських аеропортів, що базується в Цюрихуу.
- 1962 р. – Створення Міжнародної організації цивільних аеропортів, що базується в Парижі.
- 1970 р. — створення Асоціацій аеропортів Координаційної ради, які колективно представляють AOCI, ICCA]], WEAA, ICAO, IATA та інші міжнародні організації.
- 1972 р. – Відкриття постійного секретаріату ААСС в Женеві.
- 1991 р. – створення Міжнародної ради аеропортів, інтеграція AOCI та ICCA.

## Цілі ACI
Цілями ACI є представлення інтересів аеропортів-членів організації, пошук шляхів співробітництва їх з авіакомпаніями та іншими партнерами для створення умов, необхідних для успішного функціонування всієї галузі, просування інтересів операторів аеропортів у регулюючих органах та законодавчих структурах, а також у колах, що впливають на формування суспільного думки про аеропортовий бізнес.

## Напрямки діяльності
Пріоритетними напрямками діяльності ACI є взаємодія із законодавчими та регулюючими органами, формування галузевої політики та обмін інформацією з метою доведення інтересів членів організації в IATA, ICAO, Єврокомісії, Eurocontrol та інших міжнародних та національних організаціях.

## Відділення
- ACI Європа
- ACI Африка
- ACI Азія
- ACI Латинська Америка/Карибський басейн
- ACI Північна Америка
- ACI Океанія